# Feldhusen (Dassow)
Feldhusen ist ein Ortsteil der Stadt Dassow im Landkreis Nordwestmecklenburg in Mecklenburg-Vorpommern.

## Geografie und Verkehrsanbindung
Feldhusen liegt nördlich der Kernstadt Dassow. Nördlich und östlich des Ortes verläuft die Kreisstraße K3, nordöstlich liegt der 9,2 ha große Deipsee, der von der Harkenbäk durchflossen wird.
Die Entfernung des Ortes zur Ostsee in nordwestlicher Richtung beträgt etwa 4,5 km. Westlich, nördlich und östlich des Ortes erstreckt sich das 580 ha große Naturschutzgebiet Küstenlandschaft zwischen Priwall und Barendorf mit Harkenbäkniederung. 

## Sehenswürdigkeiten
In der Liste der Baudenkmale in Dassow ist für Feldhusen ein Baudenkmal aufgeführt:
- das Gutshaus (Buchenweg 22)